# Städtische Straßenbahn Feuerbach

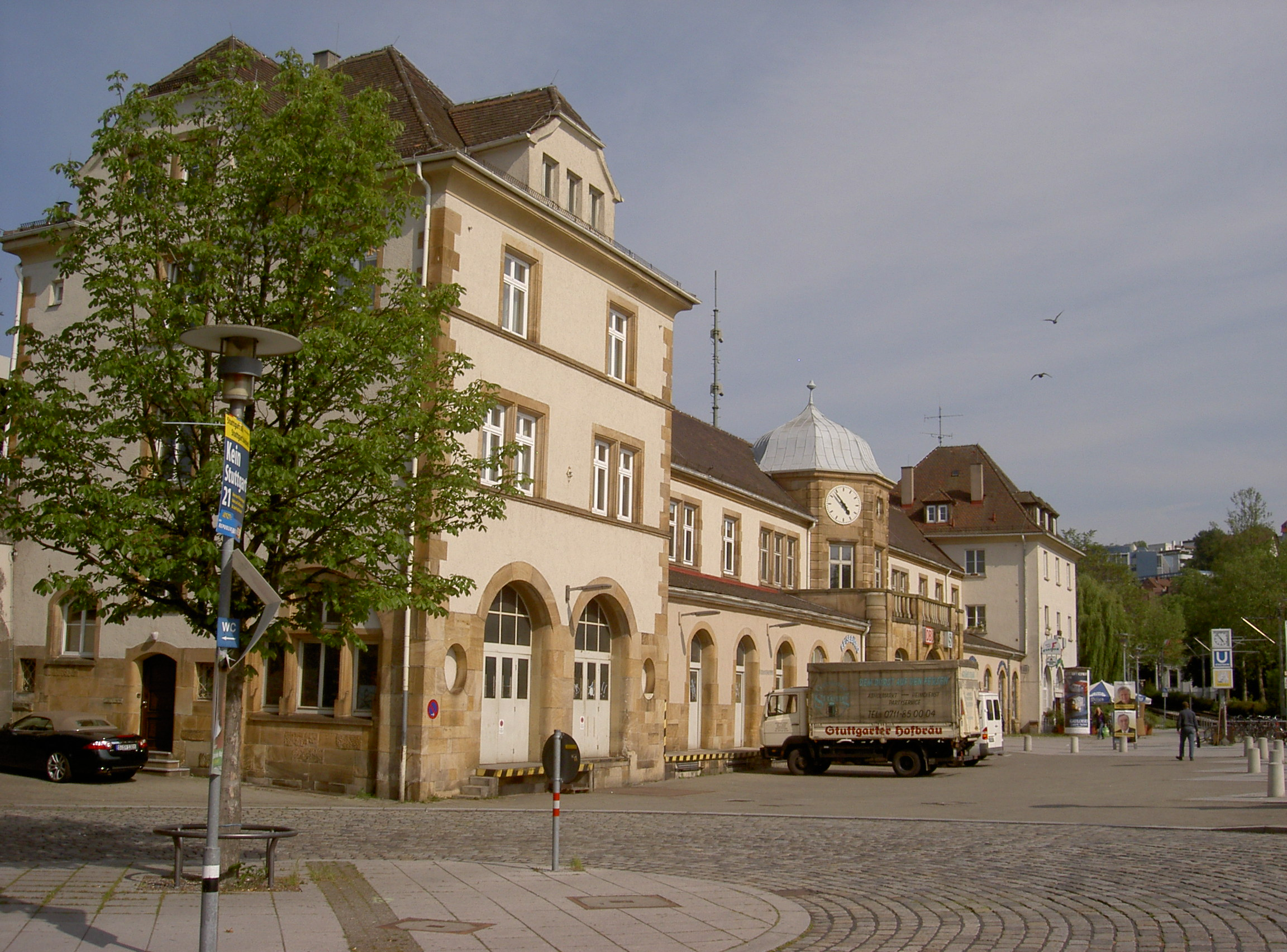
Auf dem Bahnhofsvorplatz Feuerbach lag einst die Endhaltestelle der Städtischen Straßenbahn Feuerbach

Die Städtische Straßenbahn Feuerbach (SSF) war eine Überlandstraßenbahn in Württemberg, die in den Jahren 1926 bis 1933 von Feuerbach über Weil im Dorf nach Gerlingen verkehrte. Nach der Übernahme durch die Stuttgarter Straßenbahnen (SSB) am 1. Januar 1934 wurde die Strecke in deren Netz integriert. Heute folgen die Stadtbahnlinien U6 und U13 im oberirdischen Bereich größtenteils dem ehemaligen SSF-Linienverlauf.

## Geschichte

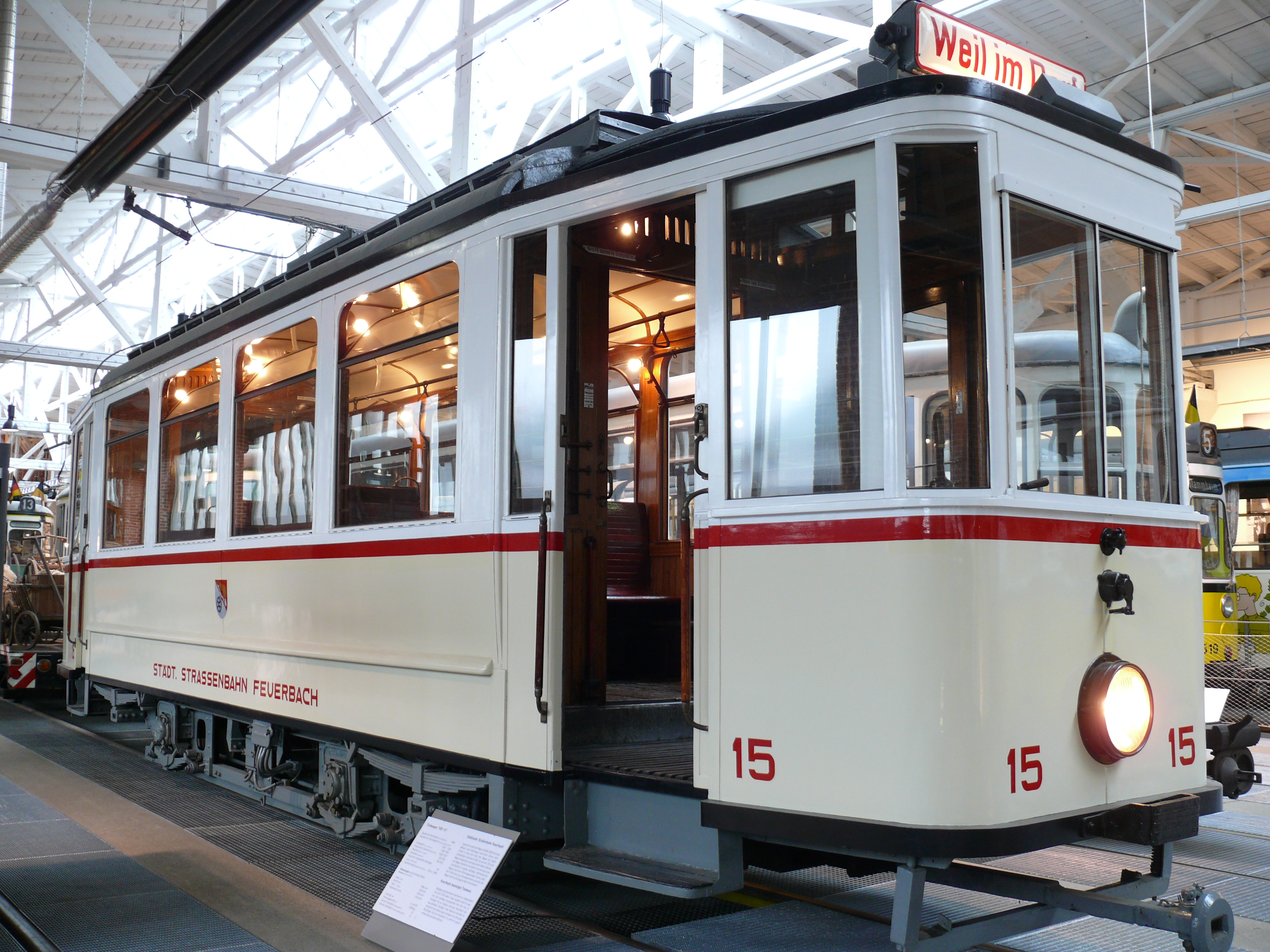
SSF Triebwagen 15 (museale Rekonstruktion aus baugleichem und gleich altem Triebwagen der Stuttgarter Straßenbahnen, kein SSF-Originalfahrzeug)

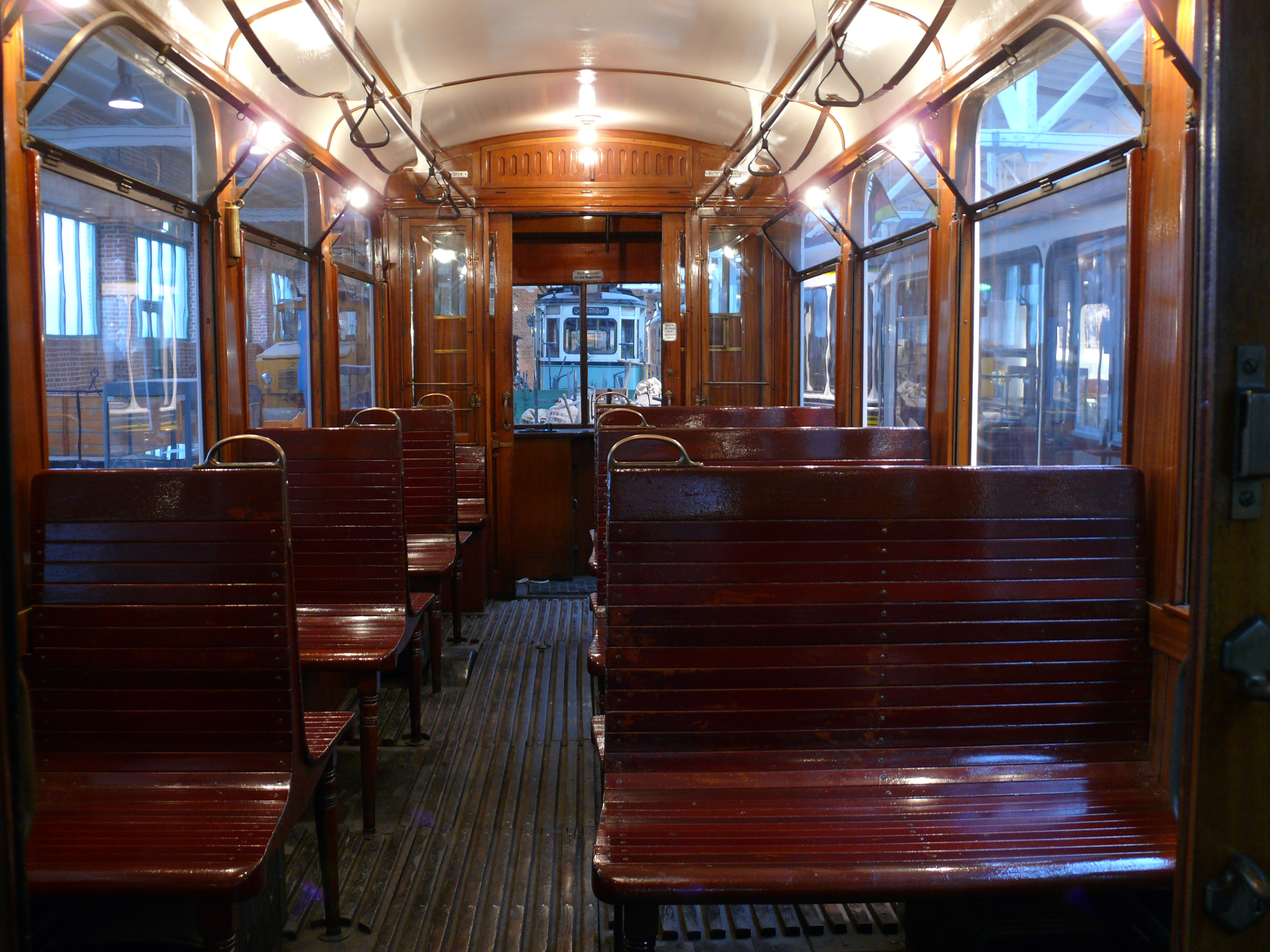
Innenansicht

Anfang des 20. Jahrhunderts wurden viele der nördlich von Stuttgart gelegenen Gemeinden an das Netz der Stuttgarter Vorortstraßenbahnen oder an die Königlich Württembergischen Staats-Eisenbahnen angeschlossen. Dies waren die Gemeinden Feuerbach im Amtsoberamt Stuttgart, Zuffenhausen im Oberamt Ludwigsburg und Korntal im Oberamt Leonberg. 
Davon unberührt blieben die größten Gemeinden des Oberamts Leonberg: Weil im Dorf und Gerlingen. Anfang 1913 sollte schließlich doch eine Vorortstraßenbahn von Feuerbach über Weil im Dorf nach Gerlingen von den Gemeinden und den Stuttgarter Straßenbahnen (SSB) gebaut werden. Die Genehmigung erfolgte bereits am 28. März 1914. Durch Unstimmigkeiten über den Streckenverlauf zwischen Feuerbach und Weil im Dorf und den Ausbruch des  Ersten Weltkriegs kam es jedoch nicht zum Bau. Nach Beendigung des Krieges hatte keiner der Beteiligten das nötige Kapital, um die Straßenbahn zu bauen. Weitere Angebote der SSB scheiterten am Widerstand der Gemeinden.
1925 einigten sich die Vertreter der Gemeinden Weil im Dorf, Gerlingen und die Stadt Feuerbach in einer Sitzung darauf, selbst die Genehmigung für eine Straßenbahn zu ersuchen. Die Firma Hecker & Co. wurde mit einem Gutachten beauftragt. Weitere Verhandlungen mit den SSB verliefen erfolglos, so dass die Anrainergemeinden den Beschluss fassten, die Straßenbahn in Eigenregie zu bauen und betreiben.
Am 18. Januar 1926 erfolgte der Baubeginn für die Straßenbahn ohne die Genehmigung des Ministeriums. In weiteren Gesprächen, an denen auch das Arbeitsministerium und Vertreter der Amtskörperschaften beteiligt waren, einigte man sich auf den genauen Streckenverlauf und darauf, dass die Konzession für den Betrieb der Straßenbahn an die Stadt Feuerbach gehen sollte. Der Bau ging immer noch ohne Genehmigung weiter. Ebenso wurden bei der Maschinenfabrik Esslingen sechs Triebwagen und vier Beiwagen bestellt.
Am 17. Dezember 1926 traf der erste Triebwagen in Feuerbach ein, am nächsten Tag erfolgte die Genehmigung zum Bau und Betrieb der Strecke. Bereits am 30. Dezember 1926 konnte die Straßenbahn den Betrieb aufnehmen.
Bereits 1927 stiegen die Fahrgastzahlen deutlich, so dass bei der Maschinenfabrik Esslingen ein weiterer Triebwagen und vier Beiwagen bestellt werden mussten; 1928 und 1929 folgten weitere zwei Triebwagen und zwei Beiwagen. Wegen Platzmangel im Depot Feuerbach entstand auch in Gerlingen eine Wagenhalle. Im Oktober 1929 wurden die Schienennetze von SSF und SSB in Feuerbach an zwei Stellen miteinander verbunden.
Am 1. Mai 1933 wurde die Stadt Feuerbach-Weil im Dorf in die Stadt Stuttgart eingemeindet, so dass auch die SSF an die Stadt Stuttgart überging. Die Betriebsführung wurde den SSB übertragen. Zum 1. Januar 1934 ging die SSF mit Strecke, Wagenmaterial und Personal durch Kauf von der Stadt Stuttgart durch die SSB in dieser auf. Im April bekam die Strecke die Liniennummer 23. Die technischen Unterschiede, die die Linie weiterhin vom restlichen Netz der SSB trennten, beseitigten die Stuttgarter Straßenbahnen bis zum 5. Mai 1935. An jenem Tag fuhr erstmals die Linie 13 von Cannstatt über das Pragwirtshaus und Feuerbach nach Weil im Dorf. Die SSF war nun vollends in die SSB integriert worden.

## Strecke
Die Strecke war 9,3 Kilometer lang und führte vom Bahnhof in Feuerbach über Weil im Dorf nach Gerlingen.
Es existierten zwölf Haltestellen: Feuerbach Reichsbahnhof – Feuerbach Rathaus – Lessingstraße – Weil im Dorf Schützenhaus – Mathildenstraße – Löwen (– Weil im Dorf Rathaus) – Turnplatz – Bergheimer Hof – Feldweiche – Birnbaum – Gerlingen.